# Lachlania saskatchewanensis
Lachlania saskatchewanensis är en dagsländeart som beskrevs av Ide 1941. Lachlania saskatchewanensis ingår i släktet Lachlania och familjen Oligoneuriidae. Inga underarter finns listade i Catalogue of Life.